# Мейербер, Джакомо
Джа́комо Мейербе́р (нем. Giacomo Meyerbeer, при рождении Якоб Либман Бер — нем. Jacob Liebmann Beer; 5 сентября 1791, Тасдорф, Германия — 2 мая 1864, Париж, Франция) — немецкий и французский композитор еврейского происхождения. С его операми «Роберт-дьявол» (1831) и «Гугеноты» (1836) связывают кристаллизацию жанра «большой французской оперы» (grand opéra). 
Мейерберовская модель «большой оперы» синтезировала многообразные музыкальные и драматические традиции. В её основе лежало сочетание немецкой оркестровой выразительности, итальянского вокального искусства (бельканто) и французской декламационной техники. Эти элементы были объединены в рамках масштабных историко-драматических сюжетов, разработанных Эженом Скрибом, и дополнены театральными традициями Парижской оперы, представленными уже у Обера в «Немой из Портичи» (1828), — такими, как обязательные балетные эпизоды, эффектные массовые сцены и роскошные декорации. Утверждение «большой оперы» в качестве ведущей формы музыкального театра превратило Париж в средоточие оперной жизни XIX века.

## Биография

### Ранние годы
Якоб Либман Бер родился в еврейской семье в Тасдорфе (ныне часть Рюдерсдорфа), недалеко от Берлина; затем вся семья переехала в столицу Пруссии. Его отец, Юда Херц Бер (1769—1825) был чрезвычайно богатым финансистом, промышленником (производителем сахара) и субподрядчиком прусской армии; его мать, Амалия (Малка) Вульф (1767—1854), также происходила из финансовой элиты. В салоне Амалии собирались лучшие умы Пруссии, в том числе и будущий король Фридрих Вильгельм IV. Оба родителя Мейербера были близки к прусскому двору; когда Амалии в 1816 году был присвоен Орден Луизы, по королевскому указу она получила не традиционный Крест, а бюст королевы.
Юда Бер также был лидером еврейской общины в Берлине (в его доме даже была собственная синагога, для выступления в которой Якоб написал раннюю кантату) и придерживался реформистских взглядов. Он много работал, чтобы улучшить жизнь прусских евреев, так как в то время евреи не всегда получали прусское гражданство; поступление на гражданскую службу им запрещалось, поэтому они делали себе карьеру в искусстве в целом и в музыке в частности.

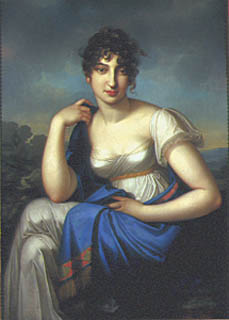
Амалия Бер, картина Карла Кречмара (1803)

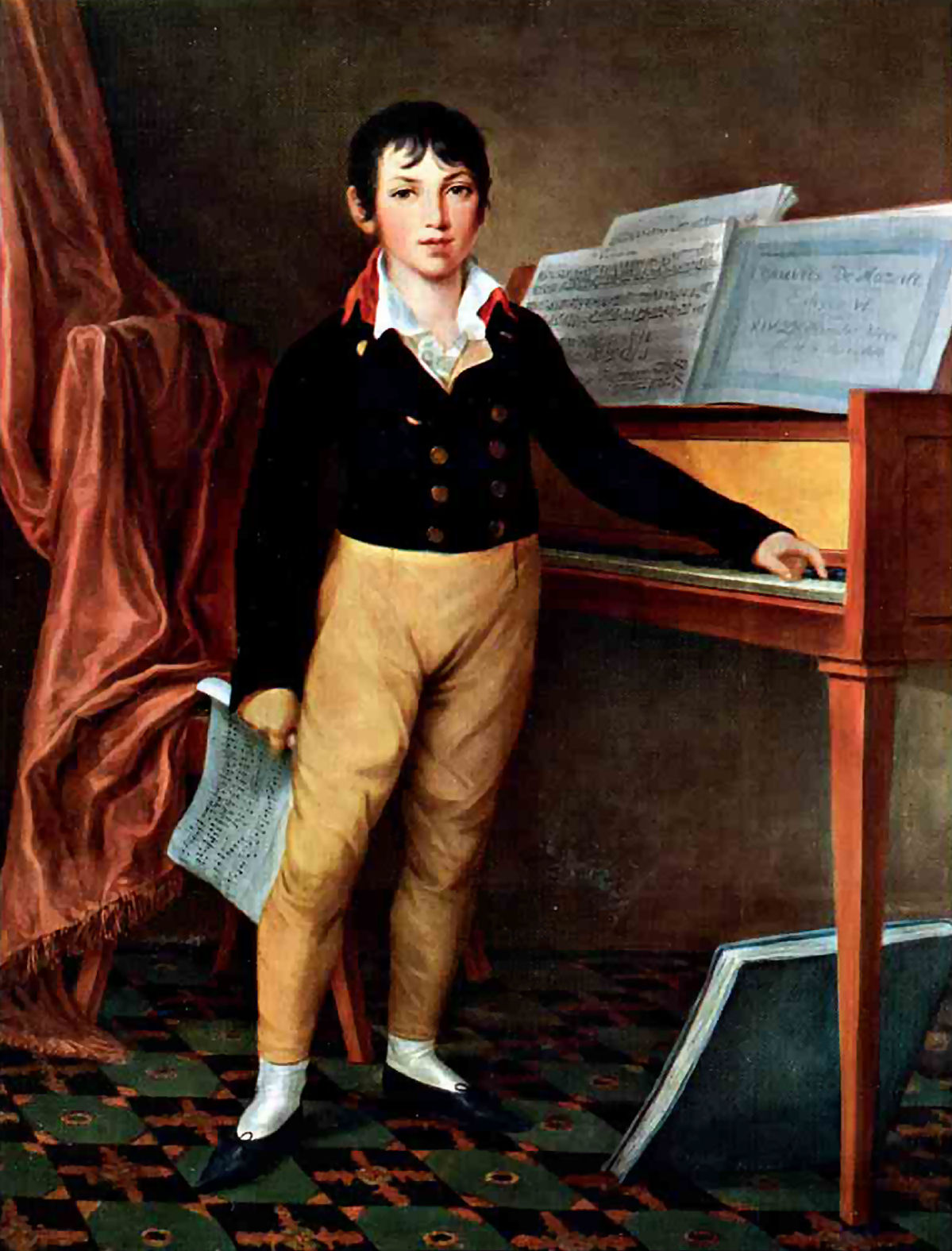
Молодой Якоб Бер, портрет Фридриха Георга Вайча (1803)

У Якоба было три младших брата: Генрих, Вильгельм (бизнесмен и астроном-любитель) и Михаэль (поэт). Дети семьи Бер получили прекрасное образование; их наставниками стали двое лидеров просвещённой еврейской интеллигенции — писатель Аарон Халлей-Вулфсон и Эдмунт Клей (позднее раввин реформистского движения в Гамбурге), которые поддерживали связь с ними даже в зрелом возрасте. Близкими друзьями семьи Бер были братья Александр фон Гумбольдт (известный естествоиспытатель, географ и путешественник) и Вильгельм фон Гумбольдт (философ, лингвист и дипломат).
Фамилию «Мейербер» Якоб Либман Бер взял только в 1811 году после смерти своего деда по материнской линии Либмана Мейера Вульфа, а имя «Джакомо» — в период учёбы в Италии, около 1817 года.
Его внук Леопольд Андриан, австрийский дипломат, писатель, политик.

### Музыкальное образование
Первым учителем музыки Якоба Бера в 1797 году стал Франц Серафин Лауска, ученик Иоганна Георга Альбрехтсбергера, наставник при берлинском дворе. С 1803 года Бер также стал одним из учеников пианиста Муцио Клементи (во время пребывания музыканта в Берлине). Публичный дебют мальчика состоялся в Берлине ещё в 1801 году; юным пианистом были исполнены d-moll’ный концерт для клавира В. А. Моцарта и вариации Ф. С. Лауска. Всеобщая Музыкальная Газета (Allgemeine musikalische Zeitung) сообщила: «Потрясающая игра юного Бера (еврейского паренька девяти лет), который уверенно исполнил все трудные места сольной партии и имеет прекрасную силу исполнения, очень редко встречающуюся в его возрасте, сделало концерт ещё интереснее».
Теории музыки и композиции Бер обучался у Антонио Сальери, а также немецкого мастера Карла Фридриха Цельтера (1805—1807) и капельмейстера Бернгарда Ансельма Вебера (1766—1821). В 1804 году в Берлине скрипач и композитор Луи Шпор организовал для Бера концерт, продолжив своё знакомство с юношей уже в Вене и Риме.
Первая сценическая работа Бера, балет «Рыбак и Доярка», была поставлена в марте 1810 году в берлинской Придворной опере. Его формальное обучение в Дармштадте между 1810 и 1812 годах с аббатом Г. Й. Фоглером имело, однако, решающее значение, и примерно в это же время юный композитор начинает именовать себя «Мейербер».
В Дармштадте вместе со своими сокурсниками (среди которых был Карл Мария фон Вебер) Мейербер научился не только ремеслу композиции, но и музыкальному менеджменту (организация концертов и работа с издателями). Благодаря тесной дружбе с Вебером и другими музыкантами (Готфридом Вебером, Иоганном Батистом Генсбахером, Александром фон Душ) появился «Гармонический союз» («Harmonischer Verein»), члены которого обязались поддерживать друг друга благоприятными критическими отзывами в прессе.
В первые годы своей работы Бер, хотя и решил стать музыкантом, продолжал разрываться между исполнительством и композицией. Личным примером для Мейербера всегда был В. А. Моцарт, фортепианные концерты которого он часто исполнял. А его учитель Фоглер вообще призывал своего ученика стать органистом, в расчёте на то, что Якоб сумеет сделает себе карьеру виртуоза. По приезде в Вену Мейербер делал всё, чтобы быть замеченным как пианист в частных кругах. Однако в вечер своего приезда в город он посетил концерт Иоганна Гуммеля; исключительный талант пианиста так пленил юного музыканта, что тот решил уйти в отставку на 10 месяцев, чтобы полностью пересмотреть свою технику игры.
Первый концерт Мейербера в Вене вызвал сенсацию. Франсуа Фетис сказал, что если Мейербер решит продолжить карьеру виртуоза, то сможет соперничать даже с Игнацем Мошелесом и некоторыми другими пианистами. Одновременно с этим другие профессиональные пианисты, в том числе И. Мошелес, причисляли «несравненного» Мейербера к величайшим виртуозам своего времени.
В этот период композитором написано множество фортепианных пьес, концерт, большое количество вариация для фортепиано с оркестром, ныне утерянных. К этому же периоду относится кларнетовый квинтет, написанный для виртуоза Генриха Йозефа Бермана (1784—1847), который был близким другом композитора. 8 декабря 1813 г. Мейербер также участвовал в качестве исполнителя на ударных инструментах в премьерном исполнении «Битвы при Виттории» Л. Бетховена; вновь встретился с Луи Шпором. В это время Шпор трудился над созданием оперы «Фауст» и часто просил Мейербера сыграть только что написанные фортепианные отрывки, отмечая его отличную пианистическую технику.

### Карьера

#### В Италии
К 1814 гoду, несмотря на то, что первые постановки мейерберовской оратории «Бог и Природа» («Gott und die Natur», Берлин, 1811), а также ранних опер «Клятва Иевфая» (Мюнхен, 1812) и «Хозяин и гость» (Штутгарт, 1813) состоялись в Германии, композитор был нацелен сделать оперную карьеру в Париже, который рассматривал как основное и самое важное место для обучения искусству сочинять музыкальные драмы. В том же году в Вене катастрофическим провалом обернулась постановка его оперы «Алимелек, или Два калифа» (версия оперы «Хозяин и гость»). Понимая, что для его музыкального развития необходимо полностью освоить итальянскую оперу, по совету Антонио Сальери и при финансовой поддержке своей семьи Мейербер поехал учиться в Италию, куда прибыл в начале 1816 года. Предварительно юный музыкант посетил Париж и Лондон (1815), где ему довелось услышать игру Иоганна Крамера и Фридриха Калькбреннера. В том же 1816 году Мейербер предпринял поездку на Сицилию, где записал ряд народных песен — фактически это стало одной из самых ранних коллекций народной музыки этого региона.
Во время пребывания в Италии Мейербер познакомился (и был впечатлён) с произведениями своего современника Джоаккино Россини, который в 1816 году (в возрасте 24 лет) уже был директором обоих главных оперных театров в Неаполе, в том же году состоялась премьера его опер «Севильский цирюльник» и «Отелло». Мейербер написал ряд итальянских опер по моделям опер Россини, которого считал своим мэтром (хотя тот был на полгода моложе) в том числе оперы «Ромильда и Констанца» (Падуя, 1817, дебютная работа), «Узнанная Семирамида» (Турин, 1819; последняя, 33-я переработка либретто П. Метастазио), «Эмма Ресбургская» (Венеция, 1819; выдержала более 74 постановок), «Маргарита Анжуйская» (Милан, 1820) и «Изгнанник из Гранады» (Милан, 1821). Все оперы, кроме последних двух, были написаны на либретто Гаэтано Росси. Впервые с этим либреттистом Мейербер встретился в Падуе в 1817 году (контракт на оперу «Ромильда и Констанца»); этот проект стал началом их многолетней дружбы, завершившейся в 1855 году со смертью итальянца.
Из поздравления от жены Росси по случаю дня рождения узнаём, что в 1817 году Мейербер уже принял имя «Джакомо». Существует предположение, что итальянскую форму своего имени он начал использовать в знак благодарности к стране, которой был обязан своей карьерой. На протяжении всей своей жизни композитор регулярно возвращался в Италию, чтобы ознакомиться с текущим репертуаром и, прежде всего, услышать лучших певцов.

#### В Париже
Имя Джакомо Мейербера впервые стало известно на международном уровне в 1824 году после венецианской премьеры его оперы «Крестоносец в Египте» и последующих её постановок в Лондоне и Париже (1825). Эта опера стала последней из когда-либо написанных специально для кастрата и с речитативами в сопровождении клавесина (recitativo secco). Этот парижский «прорыв», к которому он тщательно готовился, устанавливая контакты, был целью Мейербера на протяжении последних десяти лет. И Мейербер полностью воспользовался плодами своих трудов. 

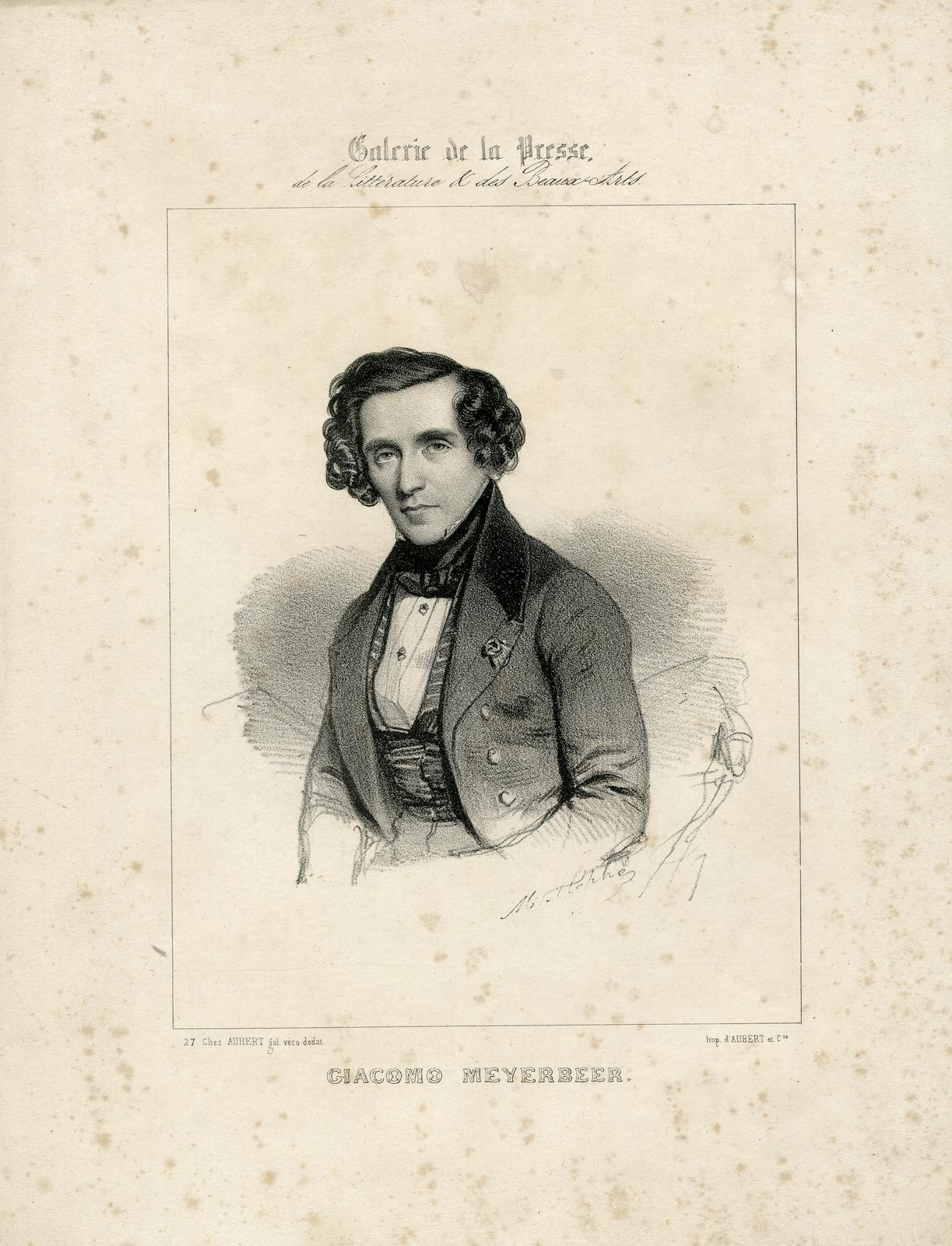
Мейербер в 1830-е годы

В 1826 году, вскоре после неожиданной смерти своего отца, в соответствии с еврейской традицией Мейербер, как старший сын и наследник, должен был скорее жениться и создать семью. Брак с кузиной Минной Мозон (1804—1886), который изначально был «династическим», оказался стабильным и прочным; пара имела пять детей (Эжен, Альфред, Бланка, Чечилия и Корнелия), из которых только дочери дожили до зрелого возраста.
Планы супружеской пары по переезду в Париж не были реализованы из-за хрупкого здоровья Минны, и по той же причине она редко сопровождала Мейербера в его частых деловых поездках. Тем не менее, они часто отдыхали вместе на таких популярных курортах того времени, как Бад-Эмс и Баден-Баден, или в Италии. И хотя Мейербер проявлял жёсткость в решении деловых вопросов, в кризисные моменты своей жизни он не мог обходиться без поддержки семьи. В особенно близких отношениях Мейербер был со своей матерью, чьего благословения он просил для каждого важного события. Близок он был и со своим братом Михаэлем Бером — талантливым драматургом, чья преждевременная кончина в 1833 году глубоко потрясла композитора, так же как и ранняя потеря в 1826 году его друга К. М. фон Вебера. В том же 1826 году вдова композитора попросила Мейербера завершить незаконченную комическую оперу мужа «Три Пинто». В последующие годы данное обещание принесло композитору немало проблем, так как он нашёл имеющийся материал недостаточным для дальнейшей работы. В конце концов в 1852 году он уладил этот вопрос с наследниками Вебера, вернув им все материалы и предоставив денежную компенсацию (позднее опера была окончена Густавом Малером).
В течение 6 лет после переезда в Париж Мейербер не писал опер. Его целью был успех у парижской публики, а для этого, прежде всего, необходимо было как можно глубже изучить французскую музыку и культуру в целом.
Французская опера эпохи Людовика XVIII отличалась от итальянской внимательностью к декорациям и балету, а хоровые сцены и оркестр имели даже большее значение, чем сольные арии. Гранд Опера характеризовалась понятием «grand» и представляла собой романтическое шоу, что стало традиционным с появления в 1807 г. оперы Гаспаре Спонтини «Весталка». Эжен Скриб — автор сюжетов, использованных при создании опер Гаэтано Доницетти («Любовный напиток»), Джузеппе Верди («Бал-маскарад»), почти всех опер Даниэля Обера и Мейербера — таким образом участвовал в формировании мелодраматических стандартов жанра, в частности, когда в 1828 году на либретто Скриба Д. Обер создал оперу «Немая из Портичи» (или «Фенелла»). Сюжет оперы был основан на историческом событии и содержал любовный и гражданский конфликты, которые должны были разрешиться не менее чем за 4, а ещё лучше 5 актов. В таком случае перемещение длинной последовательности балетных номеров (связанной или несвязанной с действием) в середину оперы позволило бы поклонникам (спонсорам) «звёзд» балета, которые никогда не приходили к началу спектакля, успеть ровно к выступлению своей фаворитки. Опера также должна была содержать множество зрелищных сцен с парадами, коронациями, шествиями, религиозными процессиями, поединками, сражениями и т. д.

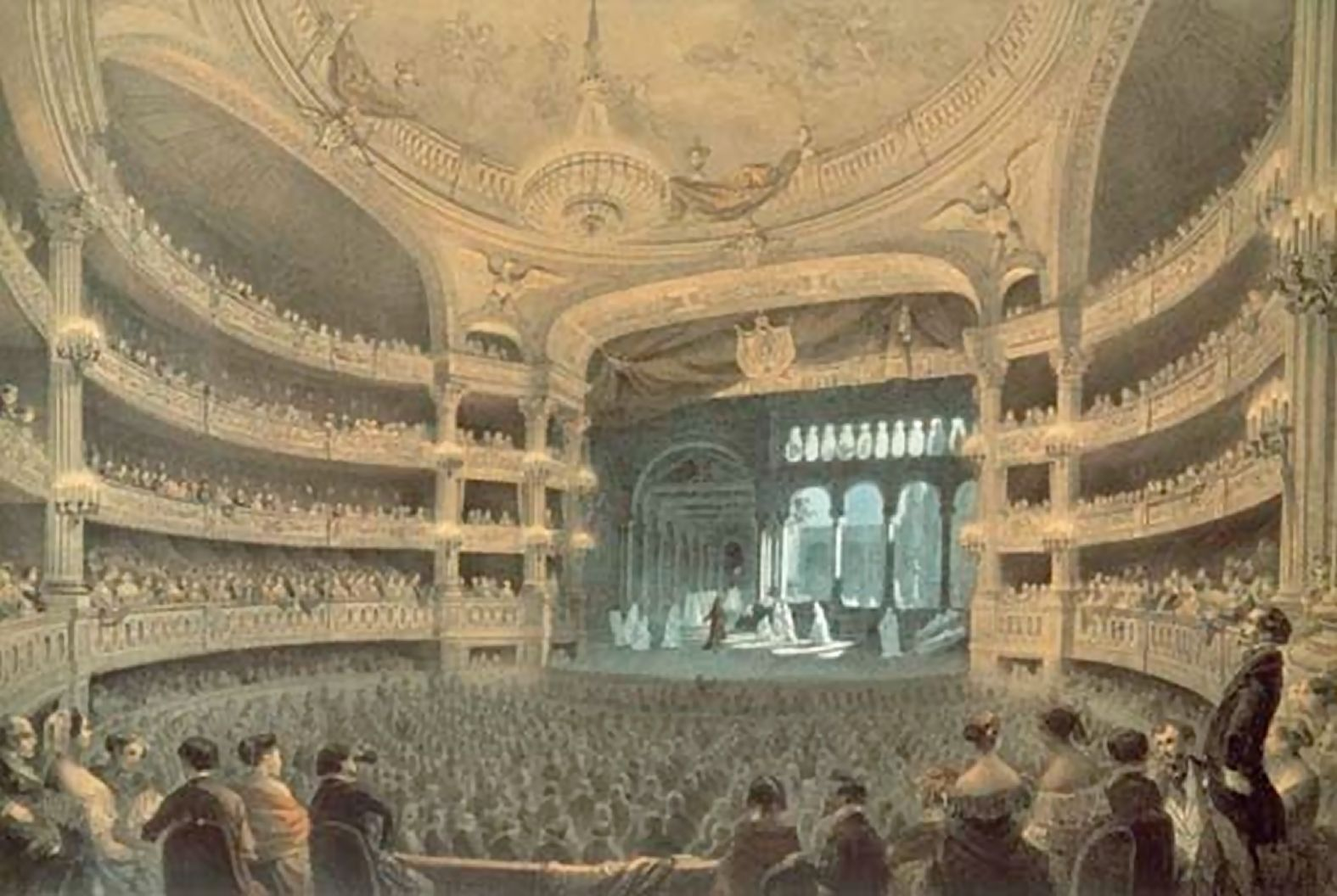
«Роберт-Дьявол» (3 акт, 2-я сцена, балет монахинь) в зале Лепелетье (1832)

Что касается альма-матер французской оперы, то Гранд Опера была плацдармом культурной индустрии, субсидируемым государством, и, следовательно, главной задачей театра было поддержание престижа монархии. Гранд Опера являлась результатом многолетнего коллективного труда, направленного на выражение интересов элиты, огромной, в совершенстве организованной машиной со сложной иерархией, которая была способна распланировать всё — от рекламы и подготовки масс к восприятию нового «шедевра» до мельчайших нюансов постановки, которая состоится только через годы. Вышеописанный стандарт французской оперы какое-то время оставался нетронутым и с успехом воспроизводился на сценах всех провинциальных театров. Вот таким образом театр балансировал между запросами публики, художественными потребностями создателей «шоу» и своими личными амбициями.
И вот, после долгих лет погружения во музыкальный мир Парижа, Мейербер, наконец, создаёт свою первую французскую оперу, с которой практически становится суперзвездой. «Роберт-Дьявол» на либретто Эжена Скриба и Казимира Делавиня, поставленная в Париже в 1831 году, является первой в ряду самых выдающихся творений композитора.
Работа над либретто 3-актной комической оперы для парижского театра Опера-Комик началась ещё в 1827 году, но, чтобы соответствовать требованиям Парижской оперы, после 1829 года либретто было переработано в 5-актное. Характеристики либретто, соответствовали жанру «Большой оперы», что способствовало признанию сочинения в качестве преемника опер «Немая из Портичи» Обера (1828) и «Вильгельм Телль» Россини (1829). За дальнейшую работу над оперой Мейербер взялся в начале 1831 года, дополнив музыку оперы балетными эпизодами. Таким образом появился «Балет монахинь», ставший одним из лучших моментов оперы и одним из ранних примеров в жанре балета-шоу (Ballet Blanc). Ещё одним новшеством стала идея замены традиционной увертюры на программную прелюдию, которую позже перенял и Вагнер.
Далее, чтобы удовлетворить запросы певцов, Мейербер переписал партии двух основных мужских персонажей Бертрама (Николя Левассер) и Роберта (Адольфа Нурри). По приглашению Нурри, в возрасте 18 лет в роли Алисы в постановке этой оперы 20 июля 1832 года дебютировала Корнелия Фалькон, которая произвела сильное впечатление на публику, среди которой в тот вечер были Д. Обер, Г. Берлиоз, Ф. Галеви, Мария Малибран, Джулия Гризи, Оноре́ Домье, Александр Дюма и Виктор Гюго. Сам Мейербер, услышав певицу в этой роли, объявил свою оперу, наконец, полностью «завершённой».
Луи Верон, назначенный на должность директора Парижской оперы в 1831 г. и имевший доступ к значительным государственным субсидиям, сделал всё возможное, чтобы его первая премьера в качестве директора стала выдающимся театральным действом. Он не поскупился воспользоваться услугами ведущих в то время специалистов: Эдмона Дюпонше (театрального режиссёра), Пьера Чиче (сценографа), Филиппо Тальони (хореографа) и Франсуа-Антуан Хабенека (дирижёра). Успех постановки был беспрецедентным в оперной истории: к 1893 году опера «Роберт-Дьявол» в одной только Парижской Опере была поставлена 756 раз, и очень скоро вошла в репертуар всех ведущих оперных театров мира, а также в репертуар бесчисленных провинциальных театров.
Столь огромный успех в сочетании со статусом семьи Мейербера стал причиной зависти его современников. По этому поводу Берлиоз высказался так: «Он имеет не только удачу быть талантливым, но талант быть удачливым». И далее он писал: «Я не могу забыть, что Мейербер смог убедить [Оперу] потратить на постановку Роберта-Дьявола … 60 тысяч франков из собственного кармана». Король Пруссии Фридрих Вильгельм III, который принял участие во второй постановке «Роберта-Дьявола», вскоре предложил ему сочинить немецкую оперу, и Мейербер был приглашён поставить «Роберта» в Берлине. В течение следующих нескольких лет опера была с успехом поставлена по всей Европе, а также в США.
Актуальность мейерберовской концепции оперы была понятна некоторым его современникам. Например, при обсуждении премьеры «Роберта» Франсуа Фетис описал работу как «самое выдающееся произведение за всю историю искусства» («Revue musicale» от 26 ноября 1831 года). Даже в 1891 году Эдуард Ганслик смог написать о «Роберте» и «Гугенотах», что получил «ярчайшее, новое и полностью уникальное впечатление, что сделало оперы незабываемыми» («Aus dem Tagebuch eines Musikers», Берлин, 1892).
Соединение драматической музыки, мелодраматического сюжета и роскоши постановки «Роберта-Дьявола», как и сотрудничество с Э. Скрибом — стало универсальной формулой успешной оперы, которой Мейербер следовал и в «Гугенотах», и в «Пророке», и в «Африканке». Все эти оперы, в том числе и более пасторальная «Динора» (1859), в течение XIX в. держались на международной арене, что сделало Мейербером наиболее часто исполняемым композитором в ведущих оперных театрах XIX столетия.

### Между Парижем и Берлином

#### 1832—1839
Летелье называет зрелую жизнь Мейербера «повестью о двух городах… Его художественный триумф и легендарный статус были достигнуты в Париже… но он никогда не оставлял Пруссию, особенно свой родной город Берлин». Его жена Минна, как и его любимая мать, обосновалась в Берлине (ей не нравился Париж), где с 1832 года композитор исполнял ряд обязанностей, вытекающие из его назначения на должность придворного капельмейстера прусского двора. По этим причинам жизнь композитора с 1830 года является непрерывным путешествием между этими городами.
В Париже Мейербер предложил Луи Верону свою новую работу. Сначала он пытался убедить Верона поставить его комическую оперу «Портер» на либретто Э. Скриба, но тот настаивал на создании оперы в 5 полных действий. Вместе со своим либреттистом Мейербер пересмотрел многие варианты, прежде чем в 1832 году взяться за создание оперы «Гугеноты». Договор, который композитор подписал с Вероном, содержал положение о выплате неустойки в 30 000 франков в случае, если опера не будет поставлена к концу 1833 года Мейербер был в состоянии при необходимости заплатить эту сумму. В дальнейшем, после 1834 года, когда опера всё-таки была поставлена, Верон вернул деньги, однако сам он был снят со своего поста ещё до премьеры «Гугенотов», состоявшейся 29 февраля 1836 года В этот раз Нурри (Рауль) также показал себя в качестве театрального режиссёра. Великолепная постановка со спецэффектами, затмившая даже оперу «Жидовка» Фроманталя Галеви, премьера которой прошла годом ранее, имела оглушительный успех у публики. Берлиоз назвал партитуру оперы «музыкальной энциклопедией», а вокал (Нурри и Фалькон) особенно похвальным. «Гугеноты» — первая опера, которая (в соответствии с подсчётом на 16 мая 1906 года) была исполнена свыше 1000 раз (побить этот рекорд удалось только «Фаусту» Шарля Гуно) и продолжала исполняться до 1936 года, даже более чем через 100 лет после премьеры. А многочисленные постановки во всех крупных мировых оперных театрах даёт «Гугенотам» право претендовать на звание наиболее успешной в XIX веке оперы.
Однако в Берлине Мейербер столкнулся со многими проблемами, в том числе и ревностным отношением Гаспаре Спонтини, который с 1820 года занимал должность придворного капельмейстера и директора берлинской придворной оперы. В прессе даже появились жалобы по поводу задержки берлинской премьеры «Роберта-Дьявола», которая, наконец, состоялась в июне 1832 года. Музыка композитора получила отрицательный отзыв у критика и поэта Людвига Рельштаба, по мнению которого сочинение не имело никаких признаков немецкой оперы, ожидаемых от работы Мейербера. Кроме того, реакционные законы цензуры помешали осуществиться постановке «Гугенотов» не только в Берлине, но и во многих других городах Германии. Тем не менее, Мейербер, который (как он писал своему другу) «…лет назад … поклялся себе никогда лично не отвечать на выпады в сторону своей работы и никогда, ни при каких обстоятельствах, не вступать лично в полемику», отказался быть втянутым в какие-либо споры по этому вопросу.
Между тем в Париже Мейербер начал искать новые либретто. После рассмотрения нескольких вариантов (например, «Пророка» Э. Скриба и «Сен-Мар» Анри Сен-Жоржа), он, в конечном итоге, остановился на либретто Скриба под названием «Васко да Гама» (впоследствии названным «Африканка»). Опера была завершена к 1840 году. Однако, по причине того, что партия «Африканки» создавалась специально под голос Корнелии Фалькон, которого она лишилась в 1837 году, Мейербер вернулся к либретто «Пророка».
20 августа 1839 года во время отдыха в Булони в компании И. Мошелеса Мейербер впервые встретился с Рихардом Вагнером. Последний попросил Мейербера о финансовой поддержке и помощи в продвижении своих опер. Мейербер всегда был готов помочь своим землякам, и был более чем убеждён в наличии у молодого композитора таланта (тот зачитал ему отрывки из либретто своей оперы «Риенци»), поэтому Мейербер не только дал Вагнеру деньги, но и рекомендовал его работы для постановки в Париже, Берлине и Дрездене. Без активной поддержки Мейербера ни «Риенци», ни «Летучий голландец» не были бы поставлены так скоро (если вообще были бы поставлены).

#### 1840-е годы
К концу 1841 году Мейербера завершил первый вариант «Пророка», но отказался от его постановки, так как тогдашний директор оперы Леон Пийе пожелал, чтобы партию Фидес (матери главного героя) исполняла его любовница Розина Штольц, которую Берлиоз называл «Директор директора». Мейербер настаивал на кандидатуре Полины Виардо. Когда композитор услышал эту певицу, то пересмотрел всю партию Фидес — это уникальная роль, одна из самых великих партий века, совмещающая в себе вокальный диапазон меццо-сопрано и колоратурного сопрано. Партия тенора наоборот была упрощена специально для Гюстава Роджера, а вся первоначальная драматургия полностью пересмотрена.
Мейербер был достаточно богат и влиятелен, чтобы в данном случае как композитор настоять на своём. Вместе с парижским адвокатом он подал прошение, согласно которому не даст одобрение ни на какую постановку, пока его пожелания не будут выполнены. Так продолжалось до 1849 года, пока Берлинская опера не согласилась с его условиями. Премьера «Пророка» состоялась 16 апреля 1849 года. Во время репетиций Мейербер сильно сократил оперу, именно в таком, сокращённом виде она и заслужила признание публики.
К этому времени ситуация в Пруссии изменилась. Режим Фридриха Вильгельма IV, который взошёл на трон после смерти Фридриха Вильгельма III, оказался гораздо более либеральным. Спонтини был уволен, и берлинская премьера «Гугенотов», наконец, состоялась (20 мая 1842 года). По рекомендации Александра фон Гумбольдта Мейербер занял пост берлинского генералмузикдиректора и главного придворного композитора. Это назначение Мейербера является особенно важным, так как это первый случай, когда еврей занял официальный пост в Пруссии: для семьи Бир и для всех видных прусских евреев это стало признанием их социального статуса.

Мейербер написал ряд работ для дворцовых мероприятий, а также сочинил по просьбе короля музыку для первой постановки в Берлине в 1856 году пьесы его брата Михаэля «Струэнзе» (на основе биографии Иоганна Фридриха Струэнзе), которая была запрещена при прежнем политическом режиме. 

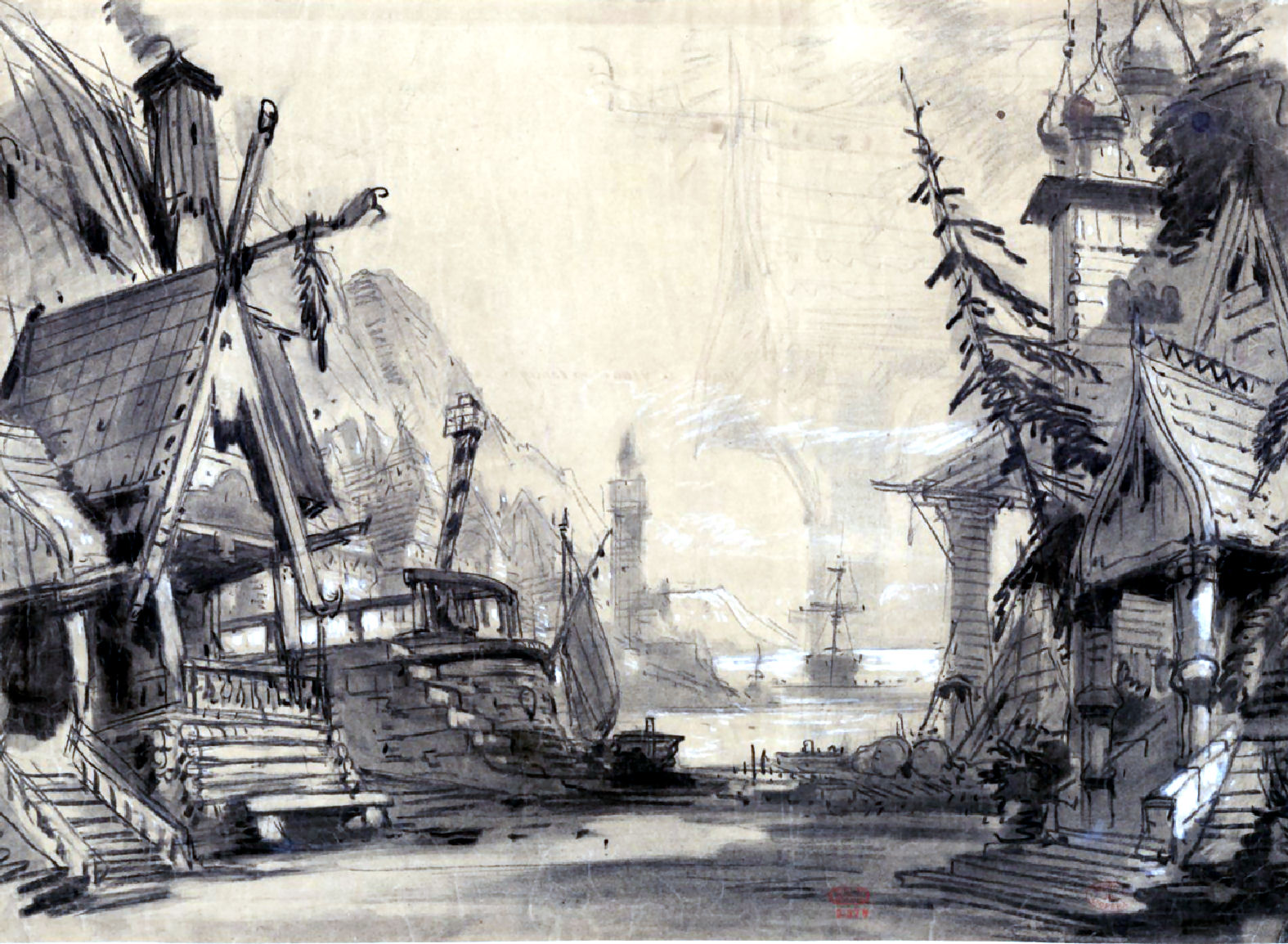
Эскиз псевдорусских декораций Камбона к первой постановке оперы «Северная звезда» (об истории знакомства Петра Первого с его будущей женой Екатериной)

В 1843 году здание Берлинской оперы сгорело. Открытие заново отстроенного театра послужило поводом для создания Мейербером «немецкой» оперы. В основу сюжета оперы «Лагерь в Силезии» был положен эпизод из жизни Фридриха Великого. Так как эта патриотическая опера «нуждалась» в немецких создателях, было уговорено, что либретто напишет доверенный Мейербера Э. Скриб, а переведёт его Л. Рельштаб, ему же в случае успеха достанутся все лавры и королевские привилегии. Такое предложение дало возможность Мейерберу преодолеть ранее враждебное отношение поэта. В качестве ведущей актрисы (в роли Виелки) композитор желал видеть Дженни Линд (под голос которой была написана часть оперы), но премьера 7 декабря 1844 года прошла без неё (хотя Линд и участвовала в последующих спектаклях). Для постановки в Вене в 1847 году либретто было переработано Шарлоттой Бирк-Пфайфер, и опера получила название «Виелка». В дальнейшем музыка оперы была использована Мейербером для работы по обновлённому либретто Э. Скриба, поставленной в Париже в 1854 году как комическая опера «Северная звезда» о судьбе будущей царицы Екатерины I.
В длительный промежуток между премьерами опер «Пророк» и «Африканка» в Париже Мейербер становится объектом многочисленных нападок. В 1846 году он начал работу над новым проектом с Э. Скрибом и Сен-Жоржем «Ноэма», но в следующем году Пийе был уволен из оперы, и на место директора пришёл Анри Дюпуше. Новый директор пошёл на уступки, и Мейербер получил возможность поставить «Пророка» так как хотелось ему (в том числе с Виардо в роли Фидес). Как упоминалось ранее, премьера оперы прошла 16 апреля 1849 года. И снова новая опера Мейербера имела выдающийся успех — несмотря на необычную особенность главного женского персонажа, роль которого была отдана матери героя, а не его любовнице. Джузеппе Верди в письме учителю от 26 июля 1852 года написал, что выбрал оперу «Пророк» моделью для своей новой работы: «Мне нужен грандиозный объект, страстный, оригинальный; с внушительными, ослепительными мизансценами. У меня перед глазами всегда имеется несколько примеров … среди прочих выделяется сцена коронации из „Пророка!“ Ни один композитор не смог бы написать эту сцену лучше, чем Мейербер».
Однако, среди тех, кто смотрел 47-ю постановку оперы в феврале 1850 году был Рихард Вагнер — теперь обедневший политический изгнанник. Успех этой работы, которая не соответствовала его собственным убеждениям касательно оперы, стал одной из причин его злобной антиеврейской критики Мейербера и Мендельсона («Евреи в музыке», 1850).

### Последние годы
С ухудшением здоровья Мейербер стал реже выходить в свет и меньше работать. Ударом для него стала смерть матери в 1854 году, однако успех «Северной звезды» (1854) показал, что композитор ещё способен заинтересовать публику. После этого он начал работу над двумя новыми проектами — с либретто Э. Скриба на основе библейской истории о Юдифи и комической оперой «Плоэрмельское прощение» («Le Pardon de Ploërmel»), также известной как «Динора» (название, полученное итальянской версией оперы для поставки в Лондоне) на либретто Жюля Барбье. Премьера последней прошла 4 апреля 1859 года в театре Опера Комик; от «Юдифи», как и от многих предыдущих проектов, остались только эскизы. Смерть Э. Скриба в 1861 году послужила дополнительной причиной для отказа от работы над оперой, которая в тот момент находилась на стадии разработки.
В последние годы Мейербер больше работал в области не оперной музыки: коронационный марш для Вильгельма I Прусского (1861), увертюра для Международной выставки в Лондоне (1862) и музыкальное сопровождение к пьесе Блаза де Бари «Юность Гёте» (1860, в настоящее время утраченное). Мейербером также написаны некоторые образцы литургической музыки, в том числе хоровые произведения для синагоги в Париже.
Мейербер умер в Париже 2 мая 1864 года. Россини, придя на следующий день встретиться с композитором на его квартире, был шокирован этим известием и даже потерял сознание. Он был настолько потрясён, что прямо на месте оставил музыкальную дань Мейерберу в виде хора «Плачь, плачь, возвышенная муза!». 6 мая Мейербер был похоронен в фамильном склепе на Еврейском кладбище Берлина (улица Шёнхаузер-аллее). В Париже также были проведены большие похороны. Почти год спустя 28 апреля 1865 года в Парижской опере состоялась премьера оперы «Африканка» под управлением Франсуа Жозефа Фетиса. Будучи «произведением для солистов», эта опера стала наиболее часто исполняемой мейерберовской работой в XX веке.

## Личность и убеждения

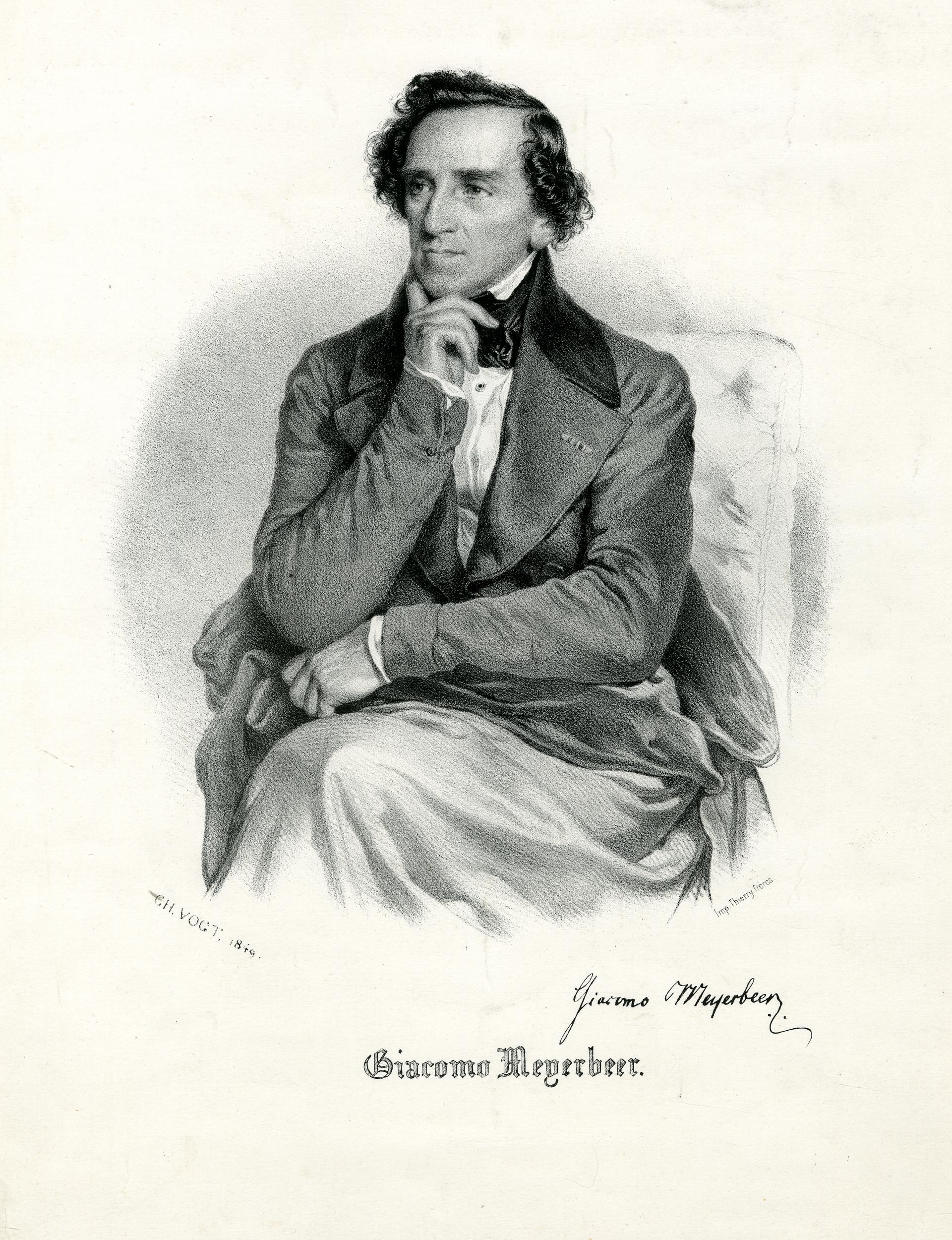
Мейербер в 1849 году

Огромное состояние Мейербера, его коммерческий успех, а также соблюдение им законов еврейской религии выделяют его среди многих своих современников-музыкантов. Существовал такой слух, что успех всех его опер был результатом подкупа музыкальных критиков. Рихард Вагнер ставил Мейерберу в вину то, что его заботят лишь деньги, а не музыка. Последний, однако, был очень серьёзным музыкантом и чувствительной личностью. Он примирился с тем фактом, что стал жертвой собственного успеха: его дневники и переписка — которые пережили потрясения в Европе в XX веке и в настоящее время опубликованы в восьми томах, — это бесценный источник сведений по истории музыки и театра эпохи композитора.
Выбор иудаизма в качестве своей религии был личным решением 20-летнего Мейербера. После смерти в 1811 году своего деда по материнской линии композитор написал своей матери: «Пожалуйста, примите моё обещание всегда жить по законам той религии, приверженцем которой был он». В своём дневнике календарные даты значительных семейных мероприятий, включая дни рождения, композитор записывал не по григорианскому календарю, а по еврейскому. Кроме того, на протяжении всей своей жизни он страдал от притеснений антисемитов. Он часто писал о «ненависти к евреям» в письмах (на идише) к своим братьям. В письме к Генриху Гейне в 1839 году он изрёк такую мысль:
«Я верю, что богачи подобны „любви“ в театральных пьесах и новеллах: независимо от того, как часто она встречается … любовь никогда не упускает свою жертву, если уже ей овладела … [Ничто] не может вернуть обратно крайнюю плоть, которой мы лишаемся на восьмой день жизни; а те, чья рана от операции на девятый день не кровоточит, будет продолжать страдать всю свою жизнь, и даже после смерти».
Подобное мнение, вероятно, стало причиной, по которой Мейербер никогда не вступал в общественную дискуссию с теми, кто пренебрегал им, ни профессионально, ни лично, хотя иногда, в дневниках, он показывал свои обиды. Например, увидев в 1850 году Роберта Шумана в роли дирижёра, он сказал: «Я впервые увидел человека, который, будучи критиком, словно смертельный враг преследует меня на протяжении двенадцати лет».
Все либретто зрелых опер Мейербера выделяются тем, что главным элементом сюжетной линии является жизнь героя во враждебной среде. Рауль из «Гугенотов», Жан из «Пророка», Васко да Гама из «Африканки» — все они «изгои». Было высказано предположение, что «выбор Мейербером этих тем вовсе не случаен; в нём отражаются чувства человека, который живёт в потенциально враждебном обществе».
В отношениях Мейербера с Гейне отражается неловкость и колкость обоих социальных персонажей. Мейербер искренне восхищался стихами Гейне, но кроме как к влиятельной личности и музыкальному писателю, не питал к поэту никаких чувств. Гейне жил в Париже с 1830 года. Его лояльное отношение к иудаизму и христианству всегда вызывало сомнения; ему постоянно не хватало денег, он просил Мейербера оказать финансовую поддержку его семье и часто брал кредиты и деньги от самого Мейербера. В отношениях с композитором Гейне опустился до простого шантажа, написав о последнем сатирические произведения (и вынудил Мейербера платить вдове поэта, чтобы та избавилась от этих сочинений). И все же, после смерти Гейне в 1856 году, Мейербер записал в своём дневнике: «Мир его праху, я прощаю его от всей души за его неблагодарность и все злые выходки против меня».

## Музыка и театр

### Музыка
Мейербер не был приверженцем какой-либо теории или философии музыки, не был он и новатором в области гармонии или музыкальной формы. По словам Джона Х. Робертса, композитор был переполнен огромным количеством захватывающих мелодий, располагал богатым запасом гармонических средств, знал все возможности оркестра, но был довольно слаб по части тематической разработки музыкального материала, и ещё более слаб в полифонии.
Все его значительные сочинения созданы для голоса (оперы и песни), что говорит о его доскональном знании итальянской оперы. На протяжении всей своей карьеры Мейербер писал оперы, ориентируясь на возможности конкретных исполнителей, и очень тщательно следил за тем, чтобы в партии певец мог показать свои сильные стороны; но, казалось бы, в то же время его мало интересовала эмоциональная выразительность персонажей, свою музыку он использовал, чтобы подчеркнуть крупномасштабные махинации сюжета. Данный факт говорит о близости Мейербера к идеям своего учителя Фоглера, известного своими драматическими описаниями природы и событий в клавирной музыке. В 1779 году Фоглер писал: «Написать красиво легко; написать выразительно не так уж сложно; но только гений великого художника … может выбрать для каждого изображения такие соответствующие и естественные цвета, которые подходят конкретно для этой картины».
В самом деле, преданность Мейербера вокалу часто приводила к тому, что драматическое единство оперы игнорировалось; как правило, он писал слишком много музыки, и большинство опер были значительно сокращены во время репетиций. Например, длинную увертюру к «Пророку» пришлось сократить: в своём изначальном виде увертюра сохранилась только в фортепианном переложении Шарля Валантена Алькана.
Впервые признаки разрыва Мейербера с итальянскими традициями, на основе которых он обучался искусству писать оперы, проявились в «Крестоносце в Египте». Одной из примечательных особенностей оперы является большой оркестровый состав, вплоть до того, что в заключительном акте оперы на сцене находятся два военных оркестра. Грандиозность работы отражает необходимость соответствовать продвинутым в технологическом плане Лондону и Парижу, для которых, собственно, опера и переделывалась.
На данном этапе вкладом Мейербера в оперный жанр можно считать сочетание итальянской вокальной мелодики, оркестровки и гармонии немецкого типа, а также использование современных театральных методов и идей, которые он, перенёс в свои более поздние работы («Роберт-Дьявол» и др.). Тем не менее опора Мейербера на итальянские оперные традиции отчётливо прослеживается, особенно в «сцене безумия» из оперы 1859 года «Динора» (виртуозная ария «Ombre Légère»).
Типичной для Мейербера инновацией в оркестровке является использование в опере «Роберт-Дьявол» инструментов низких, глубоких, тёмных тембров — фаготов, литавр и низких медных, в том числе и офиклеида, чтобы изобразить дьявольский характер Бертрама и его прихвостней. В одном из символически значимых мест появление этого персонажа сопровождают три сольные литавры и пиццикато у контрабасов. Подобные приёмы можно найти и в «Гугенотах», где для сопровождения арий композитор использует сольные бас-кларнет и виолу д’амур. В «Пророке» Мейербер использовал только что изобретённый саксофон. Беккер предположил, что во всех своих операх Мейербер зачастую намеренно создаёт некрасивый «звук … с необычной оркестровкой, призванной выразить … содержание, а не просто усладить слух», что объясняет то огромное количество критики, которой композитор получал в свой адрес от немцев.

### Театр

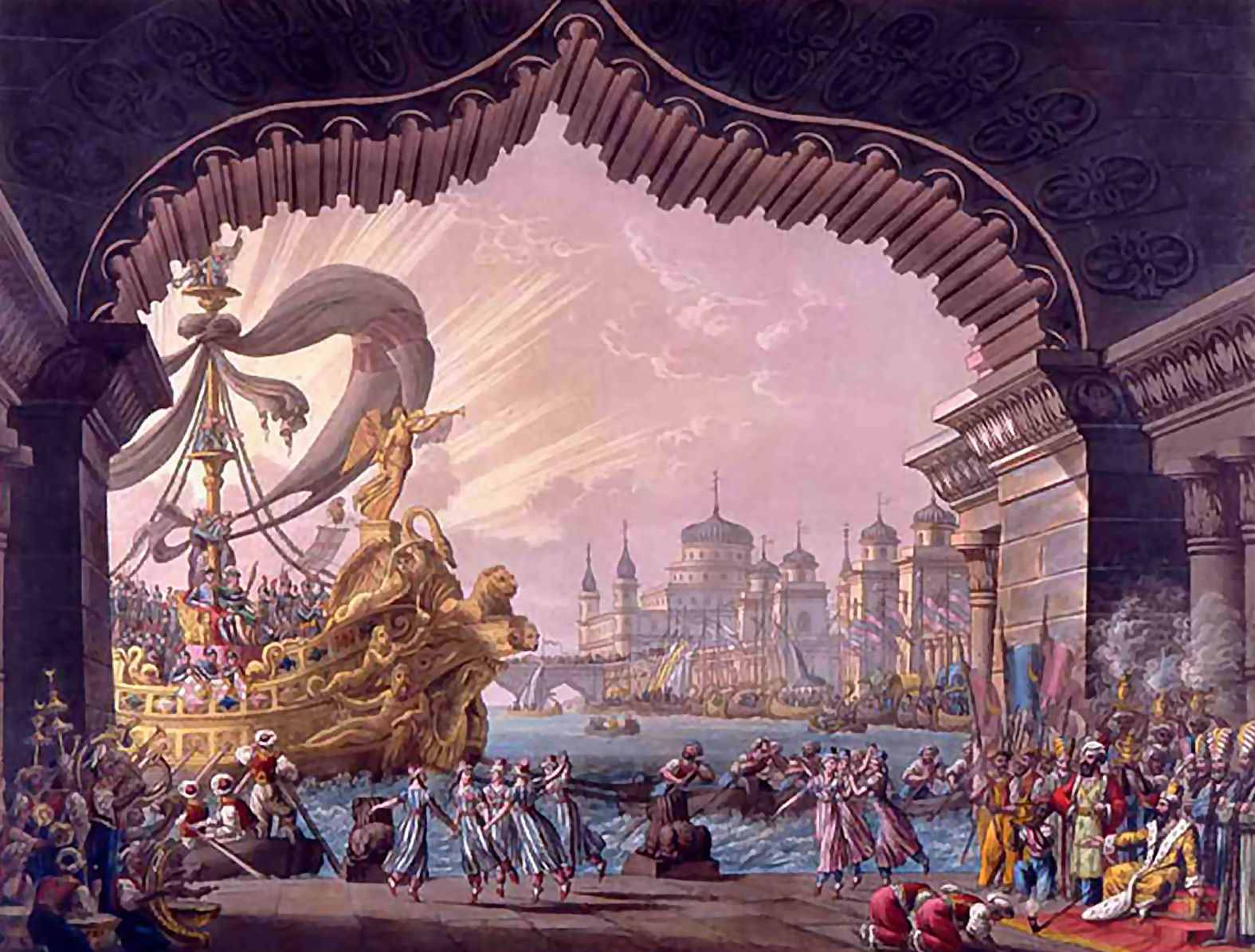
Эскиз декораций премьерной постановки «Крестоносца в Египте» (1824)

Мейербера заинтересовала возможность усиления музыкальной мощи со всеми ресурсами современного театра, ожидаемая в некотором смысле от музыкальной драмы Вагнера. По этому поводу Беккер пишет: "Идея музыкальной драмы Вагнера … первоначально развивалась по пути Большой оперы … его идеи никогда не смогли бы реализоваться в их конкретной форме без инновационного развития, [с] … чего мейерберовская опера потребовала в первую очередь ".
Мейербера всегда был озабочен усилением театральности своих опер, даже когда новые идеи появлялись на относительно поздней стадии создания музыки. Примером подобного рода озабоченности может послужить добавление провокационного «Балета монахинь» в 3-м акте «Роберта-Дьявола» по предложению Дюпонше. Декорации для балета стали новаторским и ярким продуктом совместной работы Дюпонше и Пьера Сисери. Также для постановки Дюпонше использовал технические новшества, в том числе и «английские ловушки» для внезапного появления и исчезновения призраков. Мейербер жаловался на чрезмерное количество подобного рода зрелищ в результате чего его музыка начинала восприниматься зрителями просто как звуковой фон. «Балет конькобежцев» из оперы «Пророк», который был сочинён уже после начала репетиций, стал большой сенсацией вплоть до того, что все поголовно начали увлекаться катанием на коньках. Театр даже имел возможность использовать новые эффекты электрического освещения для создания эффекта восход солнца или изображения пожара. Хоровые сцены Мейербера также имеют большое значение для создания общего драматического эффекта; композитор всегда старался найти возможность вставить масштабную хоровую сцену и предпочитал такие либретто, которые эту возможность предполагают. Кростен пишет: «Эти массивно развитые разделы являются главным преимуществом мейерберовских опер, потому что они не только большие по объёму, но и масштабны по своей конструкции».
Мейербер был озабочен вопросом доходности оперы, что является следствием его обучения у Фоглера, благодаря которому он получил знания и навыки не только решать сложные вопросы в ходе переговоров с издателями, но и правильно использовать прессу и «маркетинг» в целом. Он организовывал «пресс-конференции», на которых давал журналистам нужную информацию.
В роли союзника Мейербера в области маркетинга и коммерциализации оперы в Париже выступал издатель Морис Шлезингер, который сделал себе состояние после издания оперы «Роберт-Дьявол» и даже убедил Оноре де Бальзака написать повесть («Гамбара») с целью разрекламировать «Гугенотов». Весь тираж шлезингеровской публикации «Воспоминаний о „Роберте-Дьяволе“» Ференца Листа был распродан ещё в день выпуска и сразу же перепечатан. За такие методы Мейербер не был любим другими композиторами, это и породило завистливые замечания вроде цитат Берлиоза.

## Принятие

### Музыкальное влияние
У Мейербера не было учеников, и, соответственно, своей «школы». Однако его работы охватывают золотой век Большой оперы, а явные следы его влияния можно найти в грандиозных операх Ф. Галеви («Жидовка»), Дж. Беллини («Норма»), Г. Доницетти («Фаворитка», «Дон Себастьян, король Португалии»), Дж. Верди («Набукко», «Сицилийская вечерня», «Дон Карлос», «Ломбардцы», «Отелло», «Бал-маскарад», «Аида») и даже Р. Вагнера (помимо «Риенци», это — «Летучий голландец», «Тангейзер», «Парсифаль», тетралогия «Кольцо нибелунга»).
После 1850 года, Хюбнер отмечает устоявшиеся традиции парижских опер, где «принципиальным было появление хора в конце акта, а частная интрига соединялась с чётко сформулированным общественным конфликтом сюжета», и перечисляет, среди прочего, оперы «Окровавленная монахиня» Шарля Гуно (в 1854 г.), «Гамлет» Амбруаза Тома и оперы Жюля Массне, в числе которых «Король Лахорский» (1877) и «Сид» (1885). Обнаруживается влияние Мейербера и в операх Антонина Дворжака и других чешских композиторов. В шедеврах «Генрих VIII» и «Самсон и Далила» Камиля Сен-Санса, который искренне восхищался Мейербером, также можно услышать отголоски мейерберовских опер.
Темы из произведений Мейербера были использованы многими современными композиторами, часто в виде тема для фортепианных парафраз или фантазий. Возможно, самой сложной и существенной из них является посвящённая Мейерберу монументальная органная «Фантазия и фуга» на хорал «Ad nos ad salutarem undam» (хорал анабаптистских священников из оперы «Пророк») Ф. Листа (1852). Эта работа была дополнительно опубликована в версии для фортепианного дуэта, которую гораздо позже переложил для сольного фортепиано Ферручо Бузони.
Лист также написал фортепианные произведения, основанные на темах из оперы «Роберт-Дьявол», в частности, «Воспоминания о „Роберте-Дьяволе“» с подзаголовком «Valse infernale». Им переработаны два эпизода из «Африканки» («Иллюстрации к опере „Африканка“»). В 1832 году Фредерик Шопен и Огюст Франкомм совместно создали Большой Концертный дуэт для виолончели и фортепиано на темы из этой оперы, а итальянский пианист и композитор Адольфо Фумагалли написал сложную фантазию на темы из оперы только для левой руки. Некоторые эпизоды из оперы вошли произведения Адольфа фон Гензельта и Жана Амедея Меро. Подобного рода работы, различные по качеству, писало большинство композиторов для каждой из последующих мейерберовских опер в попытках нажиться на их успехе до тех пор, пока в 1890-е годы благодаря Вагнеру музыка Мейербера не была практически выжита с театральных сцен Парижа.

### Критические отзывы
Оперы Мейербера последовательно пользовались огромной популярностью при его жизни, и вердикт Вагнера, произнесённый в 1841 году, когда в Парижская Опера напрасно ожидала появления «Пророка» и «Африканки», был своевременен: «Парижская Опера находится при смерти. Она ищет спасения в Мессии Германии, Мейербере; если он её спасёт, пройдёт ещё много времени до того, как начнётся её предсмертная агония …».
Тем не менее, несогласные критики были услышаны. Не все из них, однако, были возмущены музыкой. Берлиоз, например, поднял вопрос об ограниченном воздействии мейерберовского успеха: «Давление, оказываемое [Мейербером] на менеджеров, художников и критиков, и, следовательно, на парижскую общественность, по меньшей мере не уступает как размеру его состояния, так и его эклектичному таланту, что делает любой серьёзный успех в опере практически невозможным. Это пагубное влияние ощущается даже через десять лет после его смерти; Генрих Гейне пошутил на эту тему, отметив что Мейерберу как бы „заплатили заранее“».
Отношения Мейербера с Ф. Мендельсоном всегда были отвратительными, но почему, неизвестно никому. В своём дневнике Мейербер совсем не лестно отзывался о Мендельсоне, называя его «самым опасным интриганом из всех своих врагов». А Мендельсон не одобрял работ Мейербера по моральным соображениям: например, он был в шоке от «Балета монахинь» и назвал «Роберта-Дьявола» «постыдным» сочинением.
Критика «Гугенотов» Шумана явно является личной обличительной речью против иудаизма Мейербера: «Снова и снова мы должны были отвернуться с отвращением … Можно долго, но напрасно искать чистую мысль, истинно христианское чувство … Всё это так натянуто, все лицемеры притворяются верующими!». В 1850 году ученик Вагнера Теодор Улиг в своём отзыве о «Пророке» продолжил антиеврейскую линию Шумана: «Добрый христианин — [это] в лучшем случае надуманно, преувеличено, неестественно и хитро, и не исключено, что на практике пропаганда еврейского художественного вкуса смогла добиться успеха, используя такие средства».
В 1911 году композитор Чарльз Стэнфорд привёл музыку Мейербера в качестве, как он полагал, опасного примера импровизации на фортепиано без чёткого плана (хотя на самом деле нет никаких оснований полагать, что Мейербер работал подобным образом). Стэнфорд писал: «Гений, каким он был, каким и должен быть человек, написавший четвёртый акт „Гугенотов“, Мейербер является примером опасного доверия к фортепиано как посреднику вдохновения».

### Кампания Вагнера против Мейербера
Язвительная кампания Рихарда Вагнера против Мейербера стала одной из основных причин снижения популярности музыки Мейербера после его смерти в 1864 г. Причиной проведения этой кампании была скорее личная неприязнь, чем расистские взгляды Вагнера — композитор многое перенял от Мейербера, и не случайно ранняя опера Вагнера «Риенци» (1842 г.) была в шутку названа Гансом фон Бюловым «лучшей оперой Мейербера». Мейербер поддержал молодого Вагнера, как финансово, так и протекцией, благодаря чему в Дрездене стали возможными премьерные постановки опер «Риенци» и «Летучий голландец».
Ранняя переписка Вагнера с Мейербером (до 1846 года) является подобострастно угодливой («Ваш покорный раб» и пр.). Тем не менее, с начала 1840-х гг. оперные идеи композитора начали всё более расходиться с мейерберовским стандартом; уже в 1843 году Вагнер писал Шуману о работе Мейербера как о «погоне за поверхностной популярностью». В 1846 году Мейербер отклонил заявку Вагнера на получение кредита в 1200 талеров, что, возможно, и стало поворотным моментом.
В частности, после 1849 года Вагнер был возмущён дальнейшими успехами Мейербера, в то время как его собственное видение немецкой оперы практически не имело шансов на реализацию. После майского восстания в Дрездене в 1849 году в течение нескольких лет Вагнер был политическим беженцем, которому грозило тюремное заключение, а в случае его возвращения в Саксонию и того хуже. Во время своего изгнанничества он имел несколько источников доходов и минимум возможностей поставить свои работы. Успех «Пророка» стал последней каплей, ведь Вагнер также глубоко завидовал богатству Мейербера. В ответ в 1850 году он опубликовал под псевдонимом своё эссе «Евреи в музыке». Не называя имени Мейербера, он интерпретировал популярность и успех последнего как подрыв немецкой музыки, обвинил его в еврейской продажности и готовности угодить низменным вкусам публики и связал предполагаемое низкое качество такой «еврейской музыки» с еврейской речью и структурой песни.
В теоретической работе «Опера и драма» (1852) Вагнер возражал против музыки Мейербера, рассуждая о его поверхностности и непоследовательности в решении драматических ситуаций; эта работа содержала известный оскорбительный выпад Вагнера в сторону мейерберовских опер как «эффект без причины». Там также содержался злобный выпад вроде того, что «[Россини] никогда и подумать не мог, что когда-нибудь в голову банкиров, для которых он всегда и писал музыку, придёт мысль делать это самим». После смерти Мейербера в 1869 году «Евреи в музыке» под именем Вагнера были переизданы в расширенном виде с гораздо более явным нападением на Мейербера. И, так как Вагнер к этому времени уже имел серьёзную репутацию, в этот раз его мнение получило гораздо более широкую рекламу.
По мере процветания Вагнера это стало его второй натурой. Ближайшее окружение композитора, в том числе и жена Вагнера Козима, осуждало Мейербера и его работы; дневники Козимы содержат многочисленные примеры подобного рода осуждающих высказываний (также, как и запись о мечте Вагнера, в которой он и Мейербер помирились). Автобиография Вагнера «Mein Leben», которая была распространена среди его друзей (и официально опубликована в 1911 году), содержит постоянные выпады в адрес Мейербера и завершается ликованием Вагнера над смертью соперника. Принижение Мейербера стало обычным явлением среди вагнерианцев: в 1898 году Джордж Бернард Шоу в работе «Идеальный вагнерианец» отметил, что «в настоящее время молодые люди не могут понять, как кто-то мог воспринимать влияние Мейербера всерьёз». В результате, если в 1890 году, за год до парижской премьеры «Лоэнгрина», Вагнер вообще не ставился в парижской Опере, в репертуаре которого были четыре великих шедевра Мейербера, поставленные в общей сложности 32 раза, то спустя почти два десятилетия (к 1909 году) картина кардинально изменилась: 60 постановок опер Вагнера против 3 постановок оперы «Гугеноты».

## Музыка Мейербера в Российской империи
Будучи культурной столицей, Санкт-Петербург пытался ни в чём не отставать от Европы. Всё, что становилось популярно за рубежом, через некоторое время появлялось и в России. А благодаря деятельности таких постоянных публичных изданий, как «Санкт-Петербургские ведомости» или «Северная пчела», петербуржец вполне своевременно узнавал, что «на месте рождения Россини поставлен его мраморный бюст», что в Манчестере умерла 23 сентября 1836 года Мамебран Гарсия, что «ея сестра Павлина Гарсия имеет намерение посетить Россию», что «сделаны новые открытия в бумагах Моцарта», что «в 1842 году в Париже состоялось 225 представление „Роберта“ Мейербера», что «в Вене состоялся концерт Негре», а «Доницетти был в Турции и Константинополе, где султан устраивает концерты в Серале».

В 1834 году, спустя 3 года после своей феерической премьеры, в Петербурге и Москве (Большой театр) под названием «Роберт» была поставлена первая большая парижская опера Мейербера. В 1852 году в Петербурге, под названием «Осада Гента», силами итальянской труппы была поставлена опера «Пророк», русская премьера которой состоялась только в 1869 г. (Мариинский театр). Известно о двух постановках в России оперы «Динора»: с участием итальянской труппы — Санкт-Петербург, 1860; силами русских артистов — Московская русская частная опера, в 1885 году. Также в Петербурге в 1856 году итальянской труппой была исполнена опера «Северная звезда», однако, несмотря на сильный состав, большого успеха спектакль не имел. Известный своей проницательностью критик А. Улыбышев так написал об этой постановке в одном из выпусков «Музыкального и театрального вестника» за 1856 год: «Много инструментального блеску, менее счастливых мелодических идей… Все это уподобляет музыку „Северной звезды“ тем возбудительным лекарствам, к которым медики прибегают в известных случаях, но которые утрачивают своё действие совершенно от частого употребления и слишком больших приемов». 

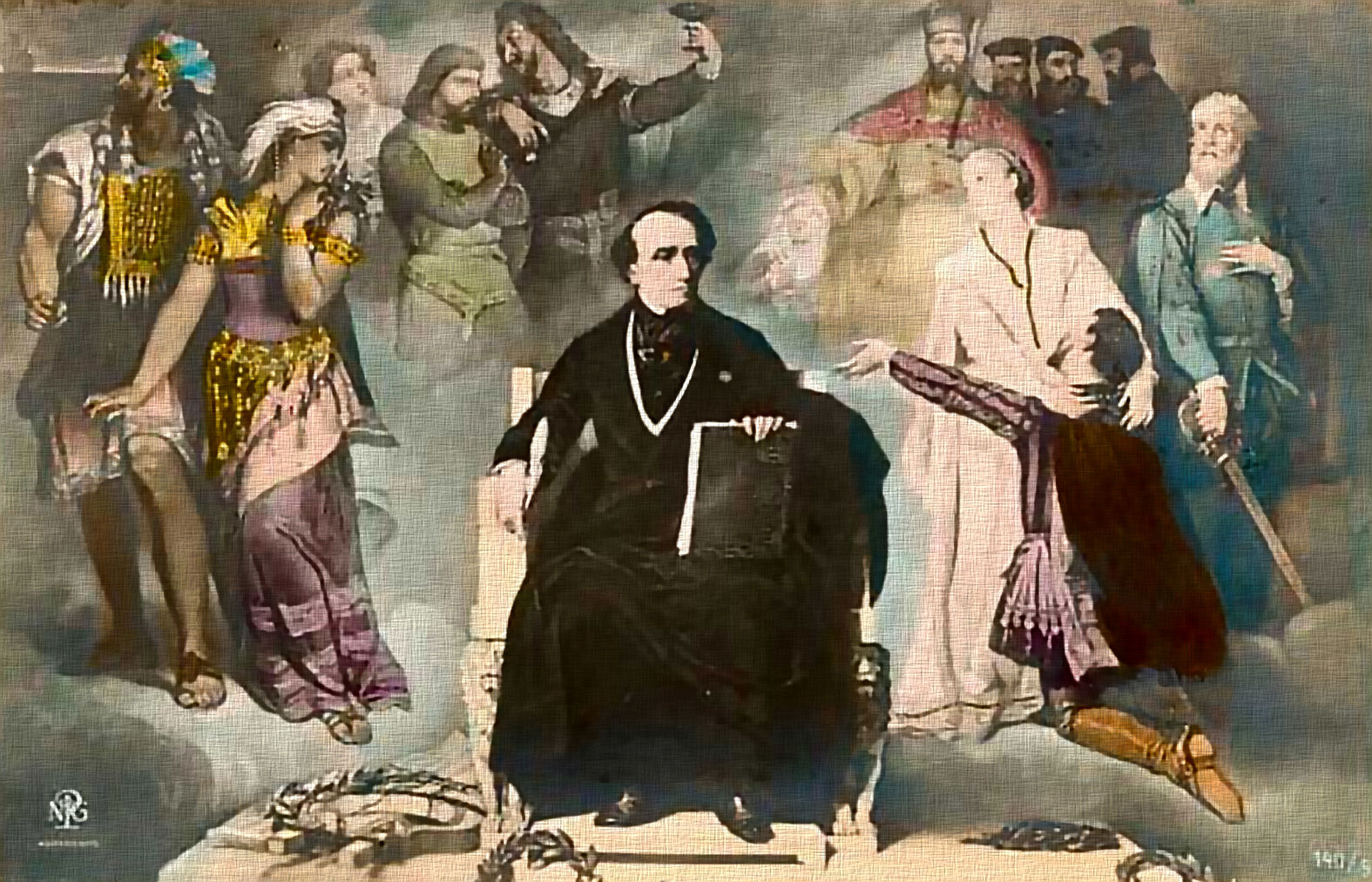
«Апофеоз Мейербера»: открытка с изображением композитора в окружении самых знаменитых персонажей его опер

В 1861 году А. К. Толстой написал Б. М. Маркевичу о том, что желательно попросить Дж. Мейербера положить на музыку немецкий перевод драматической поэмы Толстого «Дон Жуан» . 
Русская премьера «Гугенотов» состоялась только в 1862 году (Мариинский театр), так как по цензурным соображениям её долго запрещали к постановке. Опера, шедшая до этого на сцене Итальянской оперы Петербурга, была сильно изменена (действие перенесено в средневековую Италию) и носила название «Гвельфы и гибеллины» (1850). Пояснения по этому поводу находим в отзыве одного из музыкальных критиков «С.-Петербургских ведомостей»: «На многих других европейских театрах, которые для сохранения сценического приличия не хотели, чтоб на театре происходили религиозные распри и печальные явления тех веков фанатизма, когда люди, в слепоте и невежестве, думали воздавать хвалу богу, истребляя заблудившихся братиев, название и самый сюжет оперы были изменены, и здешняя дирекция последовала этому похвальному примеру, предоставив нам почти всю музыку прекрасного творения Мейербера, представив вместо отвратительных сцен Варфоломеевской ночи — эпизод истории Италии средних веков, когда она раздираема была междуусобием Гвельфов и Гибеллинов». И если верить этому рецензенту, то подобным изменениям подверглось и либретто «Роберта-Дьявола», как, собственно, и либретто ставившихся в одновременно с «Робертом» опер Обера («Немая из Портичи», тогда «Фенелла») и Россини («Вильгельм Телля»).
Несмотря на столь внушительный временной разрыв между петербургской и парижской премьерами, эта опера стала популярной в Российской империи ещё в год своего создания (то есть за 14 лет до «Гвельфов и гибеллинов»). Благодаря столь ощутимой жанровой основе музыки Мейербера различные вальсы, галопы, кадрили из его опер сразу же перекладывались для домашнего музицирования на фортепиано. Таким образов в 1836 г. на полках музыкальных магазинов оказались ноты кадрили из оперы «Гугеноты», затмившей (в аранжировке М. Жданова) на всех балах и вечерах кадрили и вальсы из оперы «Роберт-Дьявол», аналогичным образом получившей популярность в России.
Музыка Мейербера не раз звучала на концертах Русского музыкального общества. Например, в сезон 1867/1868 года исполнялся хор из Пророка, а на одном из концертов 1865 года была исполнена музыка к драме «Струэнзе» (увертюры, антракты, хоры). Оценку этого произведения в своих критических статьях дал Ц. А. Кюи: «„Струэнзе“ можно поставить как нечто среднее между „Гугенотами“ и „Северной звездой“: в ней декоративная размашистость первой и плацпарадность второй слились в одно целое».
Но не только на «Струэнзе» был нелестным отзыв Кюи. В 1864 году он писал: «…Сочинения Мейербера, несмотря на весь их блеск и повсеместный успех никогда не будут принадлежать к высоким произведениям искусства. Они как декорации: издали красиво и эффектно, а взгляните вблизи — видны швы и грубое малевание. Их время уже прошло, и самый успех, которым они пользуются, доказывает, что они стоят на уровне вкуса публики, который в общей массе не может быть ни изящен, ни художественен».
Из книги Н. А. Римского-Корсакова «Летопись моей музыкальной жизни» узнаём, что в детстве (1840-е годы) он исполнял различные попурри на мотивы из «Пророка» и «Гугенотов». Также композитор написал: «В учебный 1858/1859 год … слышал на сцене „Роберта“ …; „Роберта“ я полюбил ужасно. Опера эта была у Головиных в виде клавираусцуга, и я проигрывал её. Оркестровка (хотя я этого слова не знал) казалась мне чем-то таинственным и заманчивым. <…> В кружке Головиных говорилось, что „Роберт“ и „Гугеноты“ — прекрасная и учёная музыка».
Уже будучи преподавателем Санкт-Петербургской консерватории, Римский-Корсаков полагал, что лучшего примера для обучения оркестровке, чем большие парижские оперы Мейербера, не найти. А, став «инспектором морских музыкантов», композитор переложил немало музыки Мейербера для исполнения военным оркестром: «В течение сезона 1873/74 года я принялся за оркестровку для военного оркестра. <…> В течение этого и нескольких последующих годов мною были аранжированы: Коронационный марш из „Пророка“, … ария Изабеллы из „Роберта“, … большая сцена заговора из „Гугенотов“ …».
Музыка Мейербера оказала сильное влияние не только на европейскую оперу, но и на русскую. Например, в опере М. П. Мусоргского «Борис Годунов» (1874), в которой характер царя перекликается с образом Бертрама («Роберт-Дьявол»), а песня Варлаама — с песней Марселя («Гугеноты»), или «Хованщине» (1886), где старец Досифей также очень походит на Марселя. Чайковский вообще считал оперу «Гугеноты» «одним из величайших произведений…» и не раз вдохновлялся творениями Мейербера. Влияние музыки немца можно обнаружить в операх «Орлеанская дева» и «Опричник» («Гугеноты»). Знаменитый венский критик Эдуард Ганслик утверждал, что дуэт гугенотов также вдохновил русского композитора на создание заключительной сцены из «Евгения Онегина». Что касается нигилистического кредо «Пророка» в последней сцене 5-го акта, то оно найдёт отражение в сцене смерти Германа из «Пиковой дамы».

## Переоценка
Дорогостоящие оперы Мейербера, требующие грандиозного исполнительского состава, в начале XX в. постепенно были исключены из репертуара оперных театров. С 1933 года они оказались под запретом в Германии, а затем и в других странах с нацистским режимом, так как композитор был евреем, что и стало основной причиной их исчезновения из театрального репертуара в дальнейшем.
Среди причин редкости современных постановок опер Мейербера называют дороговизну декораций и предполагаемое отсутствие виртуозных певцов, способных отдать должное музыке Мейербера. Тем не менее, в последнее время постановки некоторых из основных опер успешно прошли в относительно небольших центрах, таких, как Страсбург («Африканка», 2004) и Мец («Гугеноты», 2004). Успешной была премьера «Гугенотов» Марка Минковского в сотрудничестве с режиссёром Гилбертом Ру, прошедшая в Брюсселе в «Ла Монне» в 2011 году.. Той же оперой в постановке дирижёра Гвидо Йоханнеса Руштадта и режиссёра Тобиаса Кратца в 2014 году открылся театр Нюрнберга в сотрудничестве с оперным театром Ниццы. В декабре 2012 года в Королевском оперном театре в Лондоне впервые за 120 лет была поставлена опера «Роберт-Дьявол». В 2013 году оперным театром Хемница под своим оригинальным названием («Васко да Гамма») в новом издании Юргена Шлёдера была поставлена опера «Африканка». Премьера имела успех у аудитории и критиков, а также по итогам опроса немецких критиков в рамках ежегодного мероприятия «Повторное открытие года» в 2013 году от журнала «Opernwelt» спектаклю была присуждена награда.
На месте последнего жительства Мейербера (Берлин, Парижская площадь, дом 6а) 9 сентября 2013 года была вывешена памятная доска.

## Послевоенные исследования
Одним из первых серьёзных послевоенных исследований о Мейербере и большой опере стала книга Кростена «Большая Опера: Искусство и бизнес» (1948), в которой излагались основные направления для дальнейшего исследования о композиторе. Основной вклад в возрождение интереса к Мейерберу внесли исследования Хайнца Беккера, полностью опубликованные в период между 1960 и 2006 годами. Работа содержит в полном объёме дневники Мейербера и его переписку на немецком языке, которые являются важным источником для изучения истории музыки той эпохи. Аргументы Беккера в его многочисленных исследованиях имеют преимущественно оборонительный характер и призваны доказать несправедливость националистских предубеждений. С тех пор в широком кругу специалистов бытует мнение, согласно которому Мейербер должен быть причислен к ряду великих композиторов, без которых невозможно представить музыкальную историю Европы.
Ещё одним исследователем наследия Мейербера является английский учёный Роберт Летелье, который перевёл дневники и провёл широкий спектр исследований по этой теме. Немалую роль в возобновлении интереса к персоне Мейербера сыграл фан-клуб композитора в Америке.
Российское музыкознание XX в. вслед за кучкистами весьма прохладно относилось к творчеству Мейербера, поэтому на данный момент существуют лишь малочисленные и малоформатные издания, посвящённые этому композитору. Например, у И. Соллертинского («Мейербер и его наследие», 1935), Ю. Кремлёва («Дж. Мейербер. Очерк жизни и творчества», 1935) и А. Хохловкиной («Западноевропейская опера. Конец XVIII — первая половина XIX века. Очерки», 1962), которые придерживаются критической позиции Ц. А. Кюи и А. Н. Серова. Несколько иного плана работа М. Черкашиной «Историческая опера эпохи романтизма» и её статьи 1980—1990-х гг., в которых grand opera Мейербера рассматривается в контексте жанра исторической оперы вообще. Из русскоязычных исследований начала XXI в. пока что можно назвать лишь две диссертации: О. В. Жестковой — «Творчество Дж. Мейербера и развитие французской большой оперы» (Казань, 2004), и Е. Ю. Новосёловой — «Поэтика „больших опер“ Э. Скриба — Дж. Мейербера» (М., 2007), а также все статьи, опубликованные по теме диссертаций.

## Наследство и наследие

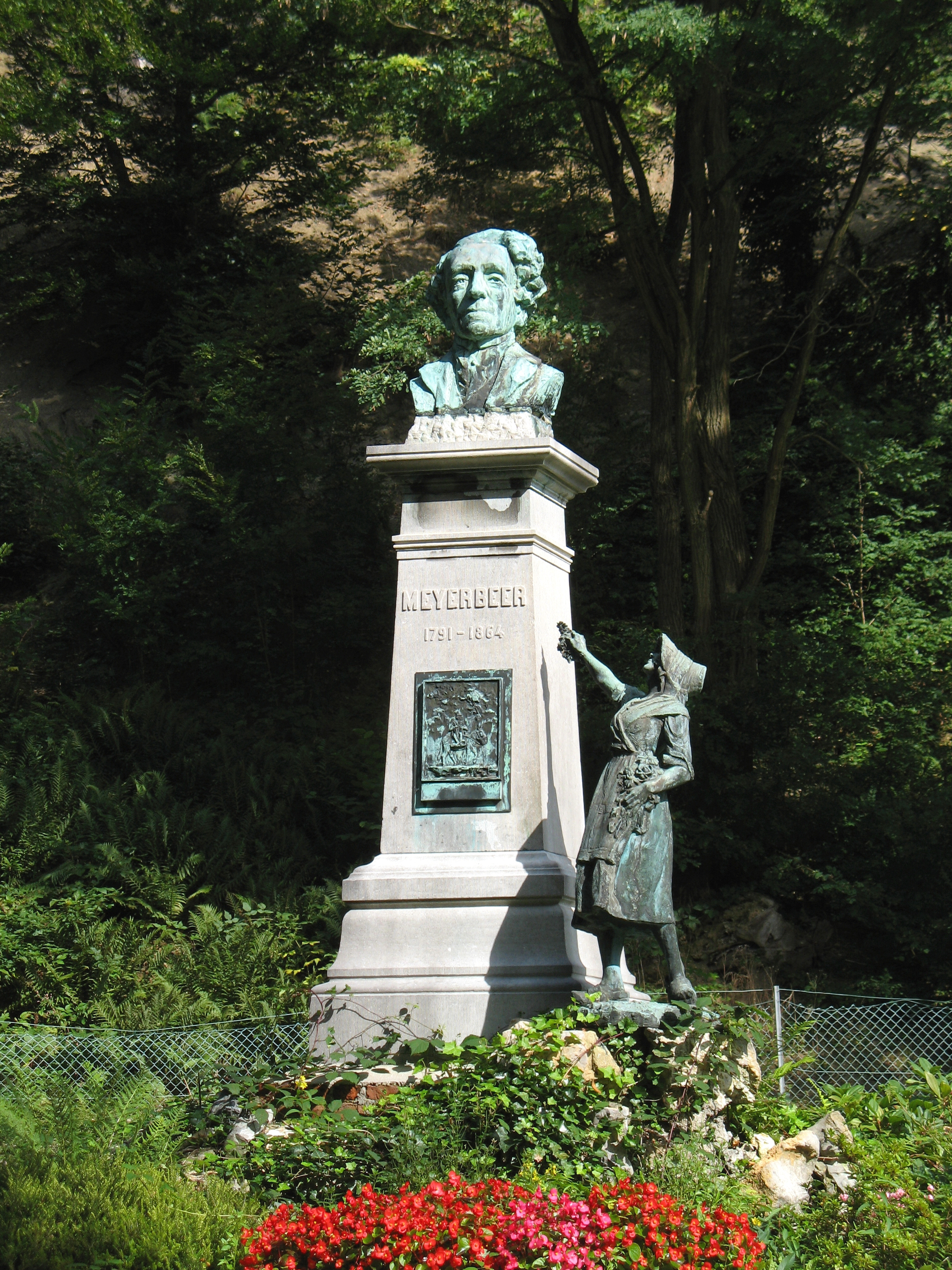
Памятник Мейерберу в городе Спа

Мейербер оставил после себя огромное состояние, которое ещё при жизни композитора (а теперь по завещанию) использовалось для финансовой поддержки безденежных знакомых музыкантов. По завещанию каждые два года фонд Мейербера должен был выдавать молодым немецким композиторам в качестве начального капитала сумму в 10 000 райхсталеров, на которые они 6 месяцев смогли бы изучать композицию в Италии, Париже, Вене, Мюнхене и Дрездене. Подать заявку на стипендию имели право только студенты композиторского отделения Королевской Академии Музыки, Консерватории им. Ю. Штерна, Академии им. Т. Куллака в Берлине и Кёльнской консерватории. В требования для подачи заявки входило сочинение восьмичастной вокальной фуги, увертюры для симфонического оркестра и драматической кантаты с оркестром в 3-х частях.
В настоящее время большая часть литературного наследия Джакомо Мейербера находится в Музыкальном отделе Берлинской государственной библиотеки. Некоторые документы с 1987 года и до сих пор находятся в Государственном институте музыкальных исследований. Наследие Мейербера в государственной библиотеке по большей части было утеряно в процессе переезда в военное время. Почти тридцать томов литературного наследия хранится в Ягеллонской библиотеке в Кракове, остальное считается утерянным. Национальная библиотека Франции также имеет ряд автографов.

## Почётные звания и награды
- Иностранный член Академии изящных искусств в Париже
- Рыцарь ордена Почётного легиона (19 января 1832)
- Командор ордена Почётного легиона (4 мая 1849)
- Почётный доктор Йенского университета (14 июля 1850)
- Кавалер австрийского ордена Франца Иосифа (1 ноября 1850)
- Рыцарский крест Королевского Саксонского ордена (за заслуги, 28 января 1850)

Мейербер являлся членом парижской масонской ложи Les Frères Unis Inséparables.

## Сочинения

### Оперные замыслы Джакомо Мейербера
| Название                                                                            | Жанр                  | Язык        | Кол-во актов | Либреттист                                                            | Премьера                                  | Театр                            | Примечания |
| ----------------------------------------------------------------------------------- | --------------------- | ----------- | ------------ | --------------------------------------------------------------------- | ----------------------------------------- | -------------------------------- | --- |
| Абу Хасан/Abu Hassan                                                                |                       |             | фрагмент     |                                                                       | начата в 1810 г., не ставилась            | Дармштадт                        | |
| Адмирал, или Расточительный способ / Der Admiral, oder der verlorne Prozess         | комическая опера      | немецкий    |              |                                                                       | написана в 1811, не ставилась             | Дармштадт                        | |
| Клятва Иеффая / Jephtas Gelübde                                                     | зингшпиль             | немецкий    | 3 акта       | Алоис Шрайбер, в основе сюжета библейская история об Иеффае           | 23 декабря 1812 года                      | Hoftheater, Мюнхен               | |
| Хозяин и Гость, или забава Эрнста / Wirth und Gast, oder Aus Scherz Ernst           | Комедия с пением      | немецкий    | 2 акта       | Дж. С. Воллбрюк                                                       | 6 января 1813 года                        | Придворный театр, Штутгарт       | Также была поставлена в Вене в 1814 году под названием «Алимелек, или Два калифа». В 1820 году вышло переложение этой оперы для фортепиано в 4 руки.                                         |
| Бранденбургские ворота / Das Brandenburger Tor                                      | зингшпиль             | немецкий    | 1 акт        | Иоганн Эмануэль Вейт                                                  | 1814, не ставилась                        | Берлин                           | Создавалась к празднованию возвращения в Берлин прусских войск после победы над наполеоновской армией. Впервые была поставлена в 1991 году в честь двухсотлетия со дня рождения композитора. |
| Бакалавр из Саламанки / Le bachelier de Salamanque                                  |                       |             | фрагмент     |                                                                       | начата в 1815 году, не ставилась          |                                  | |
| Студент из Страсбурга / L’etudiant de Strasbourg                                    |                       |             |              |                                                                       | 1815, не окончена                         |                                  | |
| Роберт и Элиза / Robert et Eliza                                                    |                       |             |              |                                                                       | 1816                                      | Палермо                          | |
| Ромильда и Констанца / Romilda e Costanza                                           | мелодрама семи-сериа  | итальянский |              | Гаэтано Росси                                                         | 19 июля 1817 года                         | Nuovo, Падуя                     | |
| Узнанная Семирамида / Semiramide riconosciuta                                       | музыкальная драма     | итальянский | 2 акта       | Гаэтано Росси, на основе либретто П. Метастазио                       | 3 февраля (возможно март) 1819 года       | Королевский театр, Турин         | |
| Эмма Ресбургская / Emma di Resburgo                                                 | героическая мелодрама | итальянский |              | Гаэтано России                                                        | 26 июня 1819 года                         | Сан-Бенедетто, Венеция           | Для постановки в Берлине приблизительно в 1820 году была переработана и получила название «Эмма Лестер».                                                                                     |
| Маргарита Анжуйская / Margherita d’Anjou                                            | мелодрама семи-сериа  | итальянский | 2 акта       | Феличе Романи, на основе работы Рене Чарльза Гилберта Пиксерекура     | 14 ноября 1820 года                       | Ла Скала, Милан                  | Переделана для Парижа в 1826 году. |
| Алманцоре / L’Almanzore                                                             |                       | итальянский |              | Гаэтано Росси                                                         | не ставилась                              |                                  | Вероятно, опера была написана в 1820—1821 годах и предназначалась для театра Аргентино в Риме, однако поставлена там не была. Считается, что опера не завершена.                             |
| Изгнанник из Гранады / L’esule di Granata                                           | мелодрама             | итальянский | 2 акта       | Феличе Романи                                                         | 12 марта 1821(2) года                     | Ла Скала, Милан                  | |
| Крестоносец в Египте / Il crociato in Egitto                                        | мелодрама             | итальянский | 2 акта       | Гаэтано Росси                                                         | 7 марта 1824 года                         | Ла Фениче, Венеция               | Часто переделывалась Мейербером (Париж, 1825; Милан, Бонн и Болонья, 1824; Париж, 1836). |
| Малек Адель / Malek Adel                                                            |                       |             | фрагмент     | Гаэтано Росси                                                         | начата в 1824 году                        |                                  | |
| Инес де Кастро, или Педро Португальский / Ines de Castro о sia Pietro di Portogallo | трагическая мелодрама | итальянский |              | Сальваторе Каммарано/Гаэтано России                                   | начата в 1824(5) году                     |                                  | Незавершённый заказ театра Сан-Карло, Неаполь, 1826 г. |
|                                                                                     |                       |             |              |                                                                       |                                           |                                  | |
| Дунайская русалка / La nymphe de Danube                                             |                       |             | фрагмент     | Т. Соваж                                                              | начата в 1826 году                        |                                  | |
| Три Пинто / Die drei Pintos                                                         |                       |             | фрагмент     |                                                                       | 1826—1852                                 | Берлин/Париж                     | По эскизам К. М. Вебера. Окончена Г. Малером. |
| Портер / Le portefaix                                                               |                       |             | фрагмент     | Эжен Скриб                                                            | начата в 1831 г.                          |                                  | |
| Роберт-Дьявол / Robert le diable                                                    | большая опера         | французский | 5 актов      | Эжен Скриб, Герман Делавинь                                           | 21 ноября 1831 г.                         | Парижская опера, зал Le Peletier | Для дебюта Марио 1839 года были добавлены сцена и молитва, а также рондо для мадам Альбони.                                                                                                  |
| Грабители/Les brigands                                                              |                       |             | фрагмент     | А. Дюма (отец)                                                        | была запланирована на 1832 год, не начата |                                  | |
| Гугеноты / Les Huguenots                                                            | большая опера         | французский | 5 актов      | Эжен Скриб, Герман Делавинь                                           | 29 февраля 1836 года                      | Парижская опера, зал Le Peletier | В XIX веке также ставилась под другими названиями («Гвельфы и гибеллины», или «Англикане и пуритане»).                                                                                       |
| Пятое марта / Cinq mars                                                             |                       |             |              | Ж. Н. Верной де Сен-Жорж и Э. де Планард на основе работы А. де Виньи | декабрь 1837 года                         |                                  | |
| Придворный праздник в Ферраре / Das Hoffest von Ferrara                             |                       |             |              |                                                                       | 1843 г.                                   | Королевский дворец, Берлин       | Праздничное представление к придворному карнавальному костюмированному балу. |
| Лагерь в Силезии / Ein Feldlager in Schlesien                                       | зингшпиль             | немецкий    | 3 акта       | Людвиг Рельштаб, на основе либретто Эжена Скриба                      | 7 декабря 1844 года                       | Hofoper, Берлин                  | Стала основой оперы «Виелка», поставленной в Вене 18 февраля 1847 года. |
| Ноэма, или Покаяние [ангел в изгнании] / Noëma, ou Le repentir [L’ange au exil]     |                       |             | фрагмент     | Эжен Скриб и Ж. Н. Сен-Жорж                                           | Контракт подписан 15 января 1846 года.    |                                  | |
| Пророк / Le prophète                                                                | большая опера         | французский | 5 актов      | Эжен Скриб, Эмиль Дешамп                                              | 16 апреля 1849 года                       | Парижская опера, зал Le Peletier | Работа над оперой была начата в 1836 году; каватина и баркарола Берта добавились уже в 1850 году.                                                                                            |
| Юдифь / Judith                                                                      |                       |             |              | Эжен Скриб, библейский сюжет                                          | начата в 1854 г.                          |                                  | Отказ от работы в большей степени связан со смертью Э. Скриба. |
| Северная звезда / L'étoile du nord                                                  | комическая опера      | французский | 3 акта       | Эжен Скриб, частично на основе балета «La cantinière»                 | 16 февраля 1854 ода.                      | Опера Комик, Париж               | Частично в основу оперы легла работа «Лагерь в Силезии»; была переведена на итальянский язык для постановки в Ковент-Гарден, Лондон, 19 июля 1855 года.                                      |
| Динора, или Плоэрмельское прощение / Le pardon de Ploërmel, or Dinorah              | комическая опера      | французский | 3 акта       | Жуль Барбье, Мишель Карре по сюжету Карре «Искатели сокровищ»         | 4 апреля 1859 года                        | Опера Комик, Париж               | Переведена на итальянский язык как «Динора», поставлена в Ковент-Гарден, Лондон, 26 июля 1859 года.                                                                                          |
| Африканка / L’Africaine                                                             | большая опера         | французский | 5 актов      | Эжен Скриб, Шарлотта Бирк-Пфайфер                                     | 28 апреля 1865 года                       | Парижская опера, зал Le Peletier | Работа над оперой «Васко да Гама» (первоначальное название) началась в 1837 году. Окончена Ф. Ж. Фетисом, при этом 22 номера и фрагмента в окончательной версии не используются.             |

### Другие сочинения
- Gott und die Natur, оратория, Королевский Национальный театр, Берлин, 1811
- Кларнетовый квинтет Es-Dur, 1813
- Gli Amori di Teolinda (Любови Теолинды), драматическая кантата, 1815
- Фантазия для кларнета и струнного квартета, скорее всего, 1839
- Pater noster для смешанного хора, 1857
- Праздничный марш ко дню рождения Шиллера, 1859
- Праздничная увертюра по случаю Всемирной выставки 1862 года в Лондоне
- Vier Fackeltänze для королевских свадеб
- Песни, среди которых. Le chant du berger (с кларнетом)

## Образ в кино
- 1955 — «Волшебный огонь[англ.]», режиссёр Уильям Дитерле, в роли Мейербера — Шарль Ренье (США);